# Babes in the Woods
Babes in the Woods (bra: Crianças na Floresta) é um curta-metragem de animação lançado em 1932, como parte da série Silly Symphonies. Foi dirigido por Burt Gillett e produzido por Walt Disney.

## Enredo
Duas crianças acabam se perdendo em uma floresta, e encontram por acaso uma aldeia de duendes e uma bruxa malvada.